# Памятники древнего искусства
«Памятники древнего искусства» — серия книг, посвящённая различным выдающимся памятникам культуры: архитектуры, археологии, декоративно-прикладного искусства, находящимся на территории бывшего СССР. Хорошо иллюстрированные книги альбомного формата выходили в издательстве «Искусство» (Москва) в 1966—1977 годах. Их авторами были известные отечественные археологи, реставраторы, искусствоведы.
Формат книги: 60x90/8 (~220х290 мм); переплёт, суперобложка.

## Книги серии

### 1966
- Амиранашвили Ш. Я. Грузинская миниатюра. — М.: Искусство, 1966. — 208 с. — (Памятники древнего искусства). — 7500 экз.

### 1968
- Руденко С. И. Древнейшие в мире художественные ковры и ткани из оледенелых курганов Горного Алтая. — М.: Искусство, 1968. — 134 с. — (Памятники древнего искусства). — … экз.

### 1969
- Вагнер Г. К. Скульптура Древней Руси, XII в.: Владимир. Боголюбово. — М.: Искусство, 1969. — 480 с. — (Памятники древнего искусства). — 10 000 экз.

### 1970
- Овчинникова Е. С. Церковь Троицы в Никитниках: Памятник живописи и зодчества XVII в. — М.: Искусство, 1970. — 194 с. — (Памятники древнего искусства). — 30 000 экз.

### 1971
- Литвинский Б. А., Зеймаль Т. И. Аджина-Тепа: Архитектура. Живопись. Скульптура / Институт истории имени Ахмада Дониша Академии наук Таджикской ССР. — М.: Искусство, 1971. — 260 с. — (Памятники древнего искусства). — 10 000 экз.
- Мнацаканян С. Х. Звартноц: Памятник армянского зодчества VI—VII веков. — М.: Искусство, 1971. — 160 с. — (Памятники древнего искусства). — … экз.

### 1972
- Окладников А. П., Мартынов А. И. Сокровища томских писаниц: Наскальные рисунки эпохи палеолита и бронзы. — М.: Искусство, 1972. — 257, [40] с. — (Памятники древнего искусства). — … экз. Архивная копия от 3 февраля 2020 на Wayback Machine

### 1973
- Артамонов М. И. Сокровища саков: Аму-Дарьинский клад. Алтайские курганы. Минусинские бронзы. Сибирское золото. — М.: Искусство, 1973. — 280 с. — (Памятники древнего искусства). — … экз.
- Беленицкий А. М. Монументальное искусство Пенджикента: Живопись. Скульптура. — М.: Искусство, 1973. — 67, [108] с. — (Памятники древнего искусства). — … экз.
- Халпахчьян О. Х. Санаин: Архитектурный ансамбль Армении X—XIII веков. — М.: Искусство, 1973. — 88, [116] с. — (Памятники древнего искусства). — 15 000 экз.

### 1975
- Вагнер Г. К. Белокаменная резьба древнего Суздаля: Рождественский собор: XIII век / Фотограф А. А. Александров; Институт археологии АН СССР. — М.: Искусство, 1975. — 184, [12] с. — (Памятники древнего искусства). — 20 000 экз.
- Даркевич В. П. Светское искусство Византии: Произведения византийского художественного ремесла в Восточной Европе X—XIII в / Институт археологии АН СССР. — М.: Искусство, 1975. — 352 с. — (Памятники древнего искусства). — 20 000 экз.

### 1976
- Вздорнов Г. И. Фрески Феофана Грека в церкви Спаса Преображения в Новгороде: К 600-летию существования фресок, 1378—1978. — М.: Искусство, 1976. — 290 с. — (Памятники древнего искусства). — 25 000 экз.
- Фёдоров-Давыдов Г. А. Искусство кочевников и Золотой Орды: Очерки культуры и искусства народов Евразийских степей и золотоордынских городов. — М.: Искусство, 1976. — 228 с. — (Памятники древнего искусства). — 10 000 экз.

### 1977
- Аладашвили Н. А. Монументальная скульптура Грузии: Сюжетные рельефы V—XI веков / Ин-т истории грузинского искусства АН ГССР им. Г.Н. Чубинашвили. — М.: Искусство, 1977. — 276, [10] с. — (Памятники древнего искусства). — … экз.